# Trica
Trica je pogodak iz igre u košarci, napravljen iza linije za tri boda, tj. naznačenog luka koji okružuje koš. 
Uspješan pokušaj vrijedi tri boda, za razliku od dva boda koja se dodjeljuju za pogodak iz igre unutar linije za tri boda, i jedan bod za svako izvedeno slobodno bacanje.
Udaljenost od koša do linije za tri boda razlikuje se ovisno o razini natjecanja:
- U Nacionalnoj košarkaškoj asocijaciji (NBA) luk je udaljen 7,24 m od središta koša;
- U Međunarodnoj košarkaškoj federaciji (FIBA), Ženskoj nacionalnoj košarkaškoj asocijaciji (WNBA), Nacionalnoj sveučilišnoj atletskoj asocijaciji (NCAA) (sve divizije) i Nacionalnoj asocijaciji interkolegijskih atletika (NAIA), udaljenost luka od središta koša iznosi 6,75 m;
- U Nacionalnoj federaciji državnih srednjoškolskih udruga (NFHS) luk je 6,02 m udaljen od središta koša.[1]

## Vanjske poveznice
- NBA.com's Top 10 three-pointers from past 25 years
- Article on Columbia's experimentation with the three-point field goal decades before its official introduction
- "Long Live the Three" by Steve Shutt, Basketball Hall of Fame